# Kurszán
Kurszán (fallecido en 904), líder tribal magiar, hijo de Kond, fue cogobernante con Árpád hasta su muerte. Tuvo un papel crucial en la conquista húngara de la cuenca de los Cárpatos (Honfoglalás).
En 892/893, juntamente con Arnulfo de Carintia, atacó Gran Moravia para asegurar las fronteras orientales del Imperio franco. Arnulfo le concedió todas las tierras capturadas en Moravia.
Kurszán también ocupó la parte meridional de Hungría que pertenecía hasta entonces al Imperio Búlgaro. Se alió con León VI el Sabio, emperador bizantino tras darse cuenta de la vulnerabilidad del país por el sur. Juntos derrotaron sorprendentemente al ejército de Simeón I de Bulgaria.
En el verano de 904 Luis IV de Alemania le invitó a él y su corte a negociar en el río Fischa. Todos fueron asesinados. Tras este hecho, Árpád se convertiría en el único gobernante y ocupó parte del territorio de su antiguo socio de gobierno. La familia se asentó cerca de Óbuda donde construyeron Kurszánvára (que significa "Castillo de Kurszán"). Vivieron con el nombre de Kartal tras la muerte de Kurszán.
Se pueden hallar huellas toponímicas de Kurszán en la orilla derecha del Danubio.